# مقطوعة انقلاب
الانقلاب هو مقطوعة اختيارية تعزف على إيقاع ازدواجي يلي ذلك المصدر ثم الانصراف، أو مايعرف بالأليغرو في الموسيقى الغربية الكلاسيكية، هذا مع الإشارة أن كل المقطوعات من النوبة تعزف بصفة فردية أو بصفة جماعية وهي فن من الموسيقى الأندلسية.

## وصلات خارجية
- إيقاع الشعر العربي